# Monte Hampton
El monte Hampton es un volcán en escudo de la Antártida. El mismo posee un cráter circular cubierto de hielo que ocupa gran parte de su cumbre. Es el volcán que se encuentra más al norte de los que componen la cordillera Executive Committee en la tierra de Marie Byrd. 
Fue descubierto por el USAS durante un vuelo el 15 de diciembre de 1940, y fue nombrado en honor a Ruth Hampton, miembro del Departamento del Interior del Comité Ejecutivo del USAS. Fue incorporado a los mapas por el USGS a partir derestituciones fotográficos de la U.S. Navy, 1958-1960.